# Мессинский ярус
| система                                                                          | отдел      | ярус          | Ниж. граница, млн лет |
| -------------------------------------------------------------------------------- | ---------- | ------------- | --------------------- |
| Антропоген                                                                       | Плейстоцен | Гелазский     | 2,58                  |
| Неоген                                                                           | Плиоцен    | Пьяченцский   | 3,600                 |
| Неоген                                                                           | Плиоцен    | Занклский     | 5,333                 |
| Неоген                                                                           | Миоцен     | Мессинский    | 7,246                 |
| Неоген                                                                           | Миоцен     | Тортонский    | 11,63                 |
| Неоген                                                                           | Миоцен     | Серравальский | 13,82                 |
| Неоген                                                                           | Миоцен     | Лангский      | 15,98                 |
| Неоген                                                                           | Миоцен     | Бурдигальский | 20,45                 |
| Неоген                                                                           | Миоцен     | Аквитанский   | 23,04                 |
| Палеоген                                                                         | Олигоцен   | Хаттский      | больше                |
| Деление и золотые гвозди в соответствии с IUGS по состоянию на декабрь 2024 года |            |               |                       |

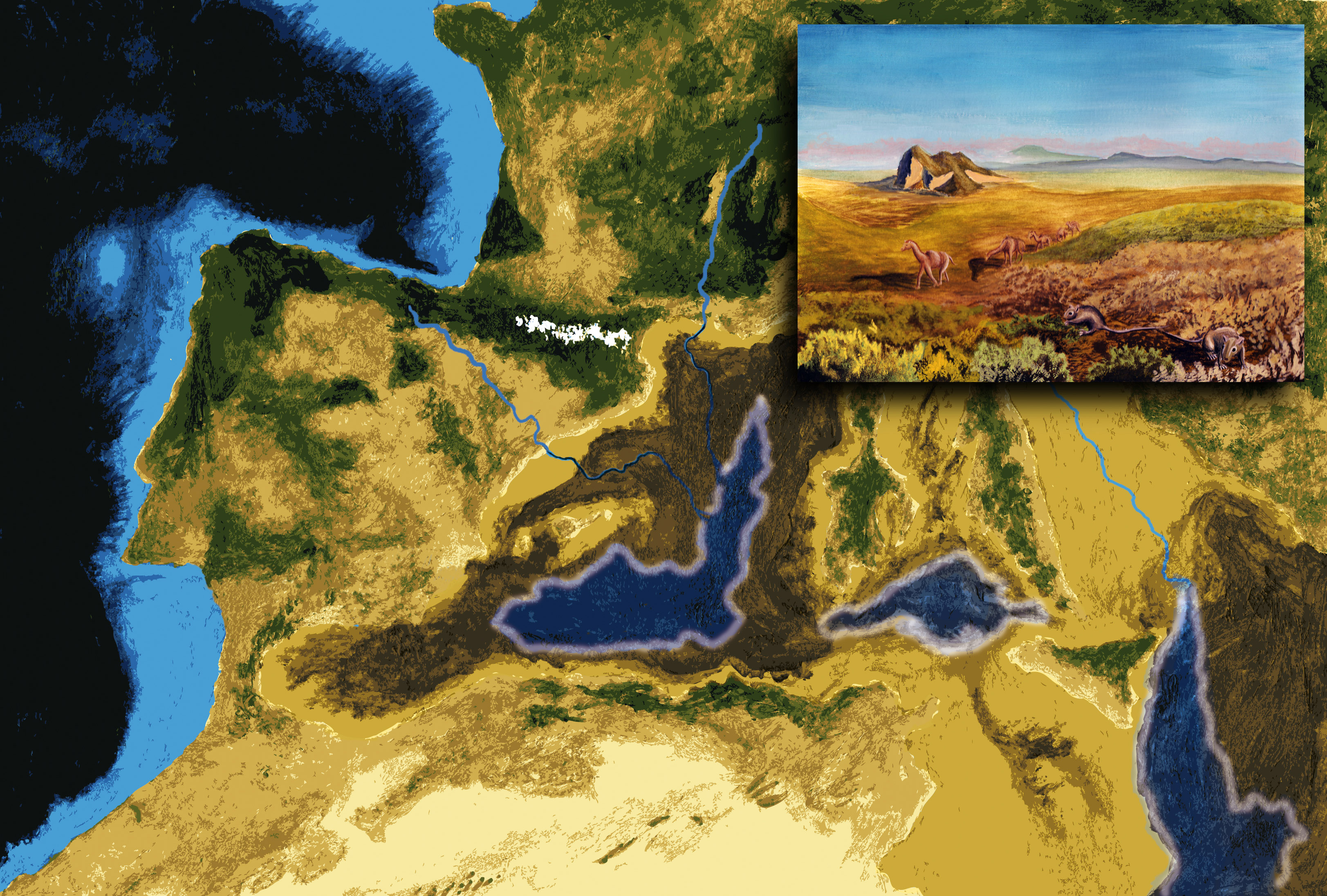
Средиземноморский бассейн после закрытия Рифского пролива между Европой и Африкой

Мессинский ярус (также мессиний) — геологический ярус верхнего миоцена. Охватывает период между 7,246 ± 0,005 млн и 5,332 ± 0,005 млн лет назад.
Мессинский ярус был впервые выделен Карлом Майером-Аймаром в 1867 году в ходе изысканий в небольшой седиментарной впадине возле Мессины (Сицилия), но лишь в следующем 1868 году им было определено положение мессиния на стратиграфической шкале между тортоном и плиоценом. В 1960 году Раймондо Селли определял мессиний как «временной интервал между тортоном и плиоценом, который в Италии характеризуется, в основном, гиперсалинными обстановками и эвапоритововыми отложениями». В Центральной и Восточной Европе отложениям этого яруса соответствует сарматский ярус.
На время формирования мессинского яруса приходится мессинский кризис солёности, во время которого Средиземное море высохло частично или почти полностью. Кризис начался около 6 миллионов лет назад и закончился с наступлением плиоцена геологически мгновенным заполнением водой из Атлантического океана.
В основе текущего определения мессинского века лежат два признанных глобальных стратотипа (GSSP — от англ. Global Stratotype Section and Point, рус. Глобальный Стратотипический разрез границы и Точка): 
- Для подошвы мессинского яруса GSSP был установлен на уровень, связанный с появлением в отложениях Рифского коридора планктонных фораминифер Globorotalia[англ.] conomiozea (Globorotalia miotumida) в местонахождении Уэд Акреч (Oued Akrech[комм. 1]), Марокко 7.25 млн лет назад[6].
- Кровля мессинского яруса задаётся GSSP в Эраклея Миноа, Сицилия (Eraclea Minoa) на уровне подошвы глубоководных мергелей формации Trubi, совпадающей с плиоценовым заполнением Средиземного моря 5.33 млн лет назад[7].

## Комментарии
1. ↑  oued = wadi, вади = англ. valley[6] = долина.